# Dipartimento di M'Bahiakro
Il dipartimento di M'Bahiakro è un dipartimento della Costa d'Avorio. È situato nella regione di Iffou, distretto di Lacs.
Nel censimento del 2014 è stata rilevata una popolazione di 79.768 abitanti. 
Il dipartimento è suddiviso nelle sottoprefetture di Bonguéra, Kondossou e  M'Bahiakro.